# Relações entre Canadá e Venezuela
As relações entre Canadá e Venezuela têm sido boas desde o estabelecimento de relações diplomáticas entre os dois países na década de 1950. Entretanto, a crise presidencial de 2018 causou divergências entre os países.

## História
Em fevereiro de 1948, havia um Consulado Geral do Canadá em Caracas e um Consulado Geral da Venezuela em Montreal.  Naquele ano, o Cônsul Geral venezuelano, em nome do governo da Venezuela, fez uma reaproximação com o Canadá para abrir representações diplomáticas diretas entre os dois países; mas o governo canadense atrasou a abertura de uma missão diplomática na Venezuela devido à falta de pessoal suficiente para a missão canadense na Venezuela e a impossibilidade do Canadá começar uma representação na Venezuela naquele ano sem considerar uma política de expansão da representação canadense no exterior.
No interesse de proteger o comércio canadense com a Venezuela e considerando as dificuldades para os negócios em ficar sem uma representação em Caracas, o Canadá foi pressionado a aceitar a oferta venezuelana de trocar missões diplomáticas.  Finalmente, o Canadá elevou o antigo escritório do Consulado Geral do Canadá em Caracas para a categoria de embaixada em 1953.
Por outro lado, a Venezuela estabeleceu uma embaixada no Canadá em 1952.  Desde então, tem havido boas relações comerciais entre os dois países, especialmente em tecnologia, indústria de petróleo e gás, telecomunicações e outras.
Em dezembro de 2006, Hugo Chávez foi reeleito presidente da Venezuela com 61% dos votos, sendo originalmente eleito pela primeira vez em 1998.  Um número de observadores nacionais e internacionais estava à disposição para as eleições, incluindo uma Missão de Observação Eleitoral (MOE) da OEA, para a qual o Canadá contribuiu com US $ 110.000.  Cinco canadenses eram membros da MOE.  Algumas irregularidades foram constatadas pela MOE, especialmente no que diz respeito aos horários de encerramento das assembleias de voto, mas a MOE descreveu a condução da eleição como geralmente satisfatória.  O Canadá continua apoiando a reforma democrática e os direitos humanos na Venezuela, mantendo boas relações bilaterais.  E continua apoiando organizações da sociedade civil que trabalham nas áreas de democracia e direitos humanos na Venezuela.
Em 8 de agosto de 2017, Ministros e Representantes do Canadá e outras 11 nações se reuniram em Lima, Peru, para estabelecer o Grupo Lima , a fim de encerrar pacificamente a atual crise na Venezuela .
Em 23 de janeiro de 2018, o presidente da Assembléia Nacional, Juan Guaidó, foi empossado como presidente interino da Venezuela depois que a Assembléia Nacional declarou inválidos os resultados da eleição presidencial venezuelana de 2018 , desafiando o atual presidente, Nicolás Maduro , crise presidencial.  No mesmo dia, a Ministra do Exterior do Canadá , Chrystia Freeland, reconheceu e endossou a posição de Guaidó no presidente interino da Venezuela.  A declaração incluía que "o Canadá rejeita a reivindicação ilegítima do poder pelo regime de Maduro e pediu a Nicolás Maduro que ceda o poder à Assembléia Nacional democraticamente eleita".

## Comércio
A Venezuela é o segundo maior mercado de exportação do Canadá na América do Sul para bens e serviços.  Em 2006, as exportações de mercadorias do Canadá aumentaram 14% e o estoque acumulado de investimentos canadenses na Venezuela totalizou US $ 574 milhões.
Em 2004, o Canadá foi o terceiro destino de exportação da Venezuela (2,5%), depois dos Estados Unidos (58,7%) e das Antilhas Holandesas (4,1%).  Mas em 2006, a China tomou o lugar do Canadá como o terceiro destino de exportação da Venezuela devido à crescente parceria política e econômica entre a Venezuela e a China.
Também em 2004, a Venezuela exportou para o Canadá combustíveis minerais, óleos e produtos de sua destilação (85%); ferro e aço (5%); fertilizantes (2%); e produtos químicos inorgânicos (3%).  Por outro lado, o Canadá exportou para a Venezuela cereais (35%); máquinas, motores, caldeiras e aparelhos mecânicos (12%); papel e cartão, arte de pasta de papel (13%); e peças e acessórios para veículos e ferrovia (10%).
O Canadá e a Venezuela assinaram um Acordo de Proteção e Promoção do Investimento Estrangeiro (FIPA).  Além disso, um acordo de dupla tributação foi feito e entrou em vigor em 1998 e em 2005.

## Preservação de comunidades indígenas
O Canadá apoia os esforços venezuelanos no campo dos assuntos indígenas, especialmente através do uso do Fundo do Canadá para Iniciativas Locais.  Exemplos de ajuda com o fundo são:
- Ajudar as comunidades aborígenes a obter equipamento médico.
- Apoio de um programa de prevenção de doenças.

## Migrações
A imigração da Venezuela para o Canadá vem aumentando ao longo dos anos. As principais razões para essa migração incluem a pobreza persistente e a instabilidade política na Venezuela. Muitos imigrantes venezuelanos pertencem às classes média e alta e têm diploma universitário, experiência de trabalho e domínio de outras línguas.  Alguns especialistas em petróleo venezuelanos imigraram para a província de Alberta entre 2002 e 2004 após uma greve no setor petrolífero venezuelano.
Em 2007, o número de venezuelanos que viviam no Canadá era de 20.000.